# August Wilhelm Hauswald
August Wilhelm Hauswald (* 1749 in Dresden; † 16. April 1804 ebenda) war ein deutscher Archivar, Übersetzer und Kanzlist.

## Leben
Nach dem Besuch der Fürstenschule St. Afra von 1761 bis 1769 studierte August Wilhelm Hauswald Jura in Leipzig. Nach Beendigung seines Studiums 1772 war er in verschiedenen Häusern als Hofmeister tätig. 1779 wurde er in Dresden als Geheimer Kanzlist eingestellt, 1787 nahm er die Stelle als Churfürstlich Sächsischer Geheimer Archivregistrator an.
Neben seiner archivarischen Tätigkeit war er als Übersetzer zahlreicher Schriften tätig.

## Veröffentlichungen
- Des Herrn von Montesquieu Werk vom Geist der Gesetze. Prag 1785 (Digitalisat).
- Des Herrn von Montesquieu Betrachtungen über die Ursachen der Größe und des Verfalls der Römer. Richter, Altenburg 1786 (Digitalisat).
- Torquato Tassoʹs befreytes Jerusalem. Anton, Görlitz 1802.

| Personendaten    | Personendaten                               |
| ---------------- | ------------------------------------------- |
| NAME             | Hauswald, August Wilhelm                    |
| KURZBESCHREIBUNG | deutscher Archivar, Übersetzer und Kanzlist |
| GEBURTSDATUM     | 1749                                        |
| GEBURTSORT       | Dresden                                     |
| STERBEDATUM      | 16. April 1804                              |
| STERBEORT        | Dresden                                     |